# 高雄鹽場
高雄鹽場是二次大戰後由臺灣製鹽總廠所設的臺灣六大鹽場之一，又稱「烏樹林鹽場」，其內包括了位於高雄市永安區的「烏樹林鹽田」與茄萣區的「竹滬鹽田」，皆為日治時期所開闢的鹽田，引蟯港內海的海水曬鹽。
民國七十二年（1983年）烏樹林鹽田廢曬後，剩下的竹滬鹽田於民國七十六年（1987年）併入臺南鹽場，高雄鹽場降級為「臺南鹽場高雄分場」，但實際上竹滬鹽田亦於此年廢曬；五年後（1992年）竹滬鹽田大部分土地改建為興達港遠洋漁港部分，其餘土地在臺灣製鹽總廠停曬後繳還國庫，部分現為茄萣濕地。

## 烏樹林鹽田
高雄的鹽埕地區自古設有瀨南鹽場，在日治初期，瀨南鹽場的鹽產量甚至達到全島第一，在1906年的鹽田面積為136甲，鹽產量達1,400多萬斤；但後因高雄築港計畫，在1908年首先廢止了36甲鹽田，其他鹽田則逐漸廢止，並取而代之另外開發了烏樹林鹽田跟紅毛港鹽田。

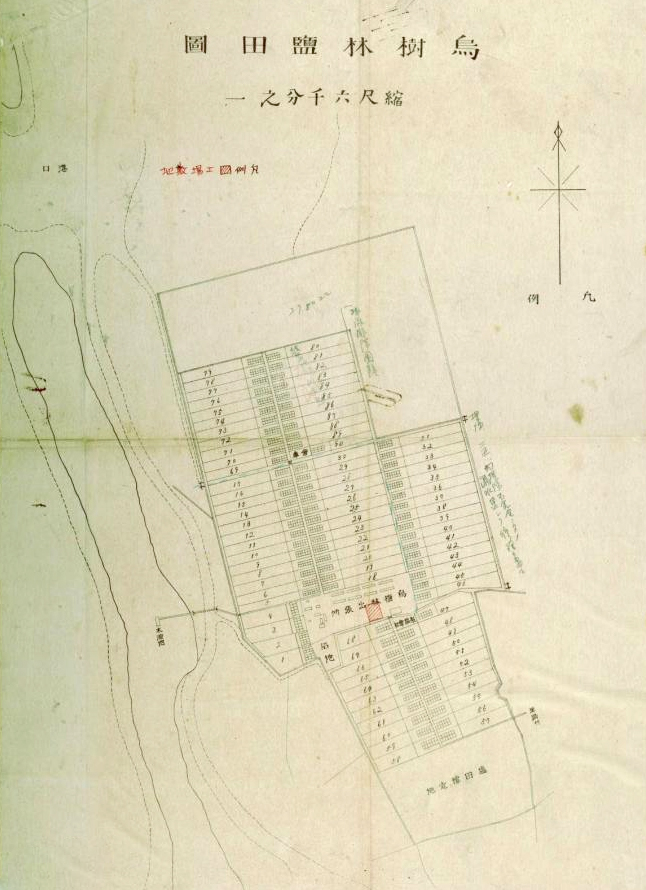
烏樹林鹽田圖，中央為專賣局烏樹林支局

### 烏樹林鹽業株式會社
高雄鹽場裡的烏樹林鹽田是在日治時期的明治四十一年（1908年）11月，經永安鄉竹仔港（今維新村）庄長張作舟等30人在申請獲准後動工興建，但開發期間遇上颱風造成嚴重損失，而在當地留下「大岸一回崩，害死竹仔港張相公」的俗語。之後該鹽田的開發由高雄富商陳中和接手，並在明治四十三年（1910年）成立「烏樹林製鹽公司」，到大正八年（1919年）時已完成120甲。1923年，公司隨民法實施而改制為「烏樹林製鹽株式會社」。最初是由當地居民進行曬鹽工作，但成效不佳，於是公司於1920年自今臺南市北門區的鹽民約20戶來此。1930年8月，陳中和去世，由其養子陳啟貞接任社長，並為了照顧北門移工，在昭和九年（1934年）興建以閩南三合院式建築與當時流行的洗石子外牆建構而成的鹽村（今永安區鹽田里）。1941年4月，烏樹林製鹽株式會社的辦公室與鹽田被讓渡給臺灣製鹽株式會社。

### 專賣局烏樹林出張所
高雄地區的食鹽專賣最初由1900年設立於鹽埕的「打狗鹽務局」負責，其在1901年6月改制為「專賣局打狗支局」，於1909年設立「打狗支局烏樹林出張所」。1914年4月，打狗支局廢止，烏樹林出張所升格為「烏樹林支局」，下轄紅毛港出張所。1922年10月，烏樹林支局改稱「台南專賣支局烏樹林出張所」。1924年12月，其獨立為「專賣局烏樹林出張所」，業務包含了岡山郡的鹽田開設和管理、天日鹽保管、粉碎洗滌鹽製造與保管、食鹽配給、岡山郡的食鹽費買與取締管理、食鹽檢定與製鹽試驗。1936年，臺灣總督府為了內外地工業用鹽生產擴充計畫，新設「烏樹林粉碎洗滌鹽工場」。食鹽在生產後交由專賣局配給，烏樹林鹽田所生產的鹽由烏樹林出張所配給專賣局台南支局、高雄支局和臺東出張所。

## 竹滬鹽田
竹滬鹽田是在昭和十三年（1938年）時為發展化學工業，由南日本鹽業株式會社收購蟯港內海沿岸共880餘甲的魚塭後以竹滬為中心開闢而成，但該鹽田第一、二期工程完工後因戰爭關係而未能完成所有規畫。

## 戰後發展
發二次大戰後，兩處鹽田為臺灣製鹽總廠高雄鹽場接收，繼續產鹽直到民國七十年代（1980年代）。烏樹林鹽田在興達港（近海漁港部分）闢建後影響到了排水，而後臺電又在這裡興建火力發電廠，導致該鹽田終在民國七十二年（1983年）廢曬，而後土地在兩年後（1985年）大多被臺電購置為煤灰處理場用地，剩餘部分則轉交國有財產局。竹滬鹽田則在民國七十六年（1987年）廢曬，高雄鹽場實質上就此結束，但鹽田土地仍由臺南鹽場高雄分場管理，之後大部分土地被改建為興達遠洋漁港，剩餘部分直到臺鹽關閉所有鹽場後才繳還國庫。

## 鹽田資料
以下為高雄鹽場的鹽田資料：
| 類別       | 烏樹林鹽田                              | 竹滬鹽田                                      |
| ---------- | --------------------------------------- | --------------------------------------------- |
| 開闢年代   | 1908年                                  | 1938年                                        |
| 面積       | 137甲                                   | 403甲                                         |
| 鹽田結構   | 瓦盤                                    | 土盤                                          |
| 停曬後使用 | 其中126公頃的地被臺電買去做煤灰處理場。 | 其中198公頃被農委會撥去興建「興達遠洋漁港」。 |
| 現況       | 永安溼地                                | 興達港、茄萣濕地                              |

## 附屬鐵道
- 鋪設者：烏樹林製鹽公司
- 創設時間：1918年
- 起訖點：半路竹驛—烏樹林鹽田
- 路線：途經高17（中正路）、高18（中華路、順安路、保寧路）、鹽保路
- 車站：半路竹驛、半路竹、後鄉、鹽田[10]

## 文化資產
位於烏樹林鹽田的「原烏樹林製鹽株式會社辦公室」為高雄市市定古蹟，竹滬鹽田的「茄萣竹滬鹽灘鹽警槍樓」為高雄市歷史建築。